# Final de la Copa de Oro de la Concacaf 1991

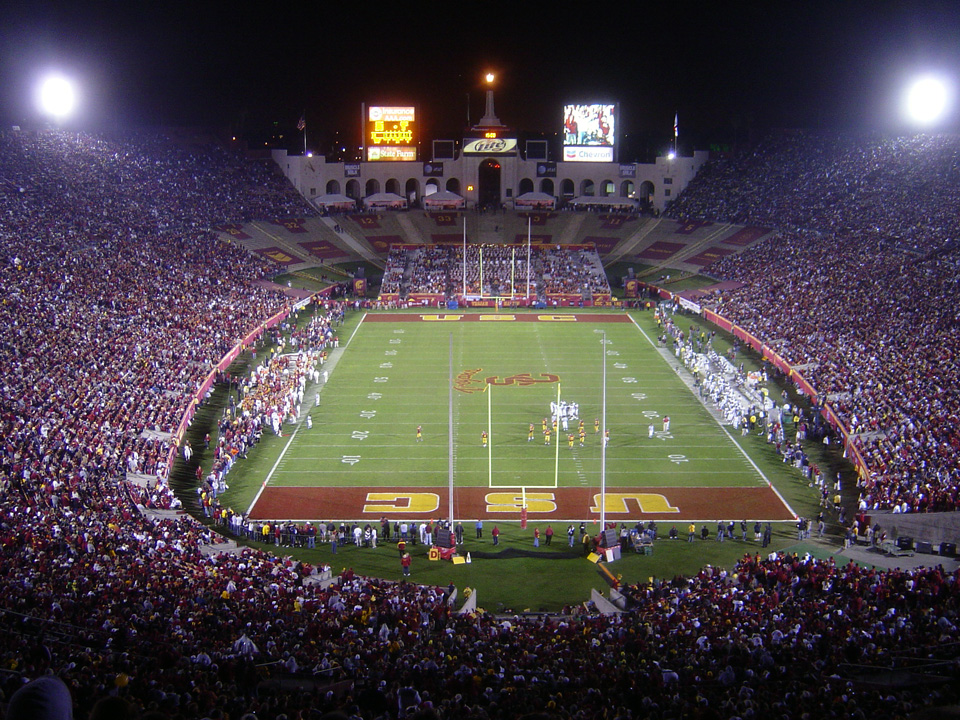
El Los Angeles Memorial Coliseum recibió 9 partidos del torneo aparte de la final.

La final de la Copa de Oro de la Concacaf de 1991 se disputó en el Los Angeles Memorial Coliseum el 7 de julio de 1991. Los equipos que llegaron al encuentro decisivo fueron la selección anfitriona Estados Unidos y la selección de Honduras. Los estadounidenses consiguieron su primer título en la competición luego de ganar a través de la definición por penales a Honduras.

## Enfrentamiento
| Bandera de Estados Unidos | vs. | Bandera de Honduras |
| Estados Unidos 0 (4)      | vs. | Honduras 0 (3)      |
| ------------------------- | --- | ------------------- |

## Camino a la final
| Equipo            | Pts. | PJ | PG | PE | PP | GF | GC | Dif |
| ----------------- | ---- | -- | -- | -- | -- | -- | -- | --- |
| Estados Unidos    | 6    | 3  | 3  | 0  | 0  | 8  | 3  | 5   |
| Costa Rica        | 2    | 3  | 1  | 0  | 2  | 5  | 5  | 0   |
| Trinidad y Tobago | 2    | 3  | 1  | 0  | 2  | 3  | 4  | -1  |
| Guatemala         | 2    | 3  | 1  | 0  | 2  | 1  | 5  | -4  |

| Equipo   | Pts. | PJ | PG | PE | PP | GF | GC | Dif |
| -------- | ---- | -- | -- | -- | -- | -- | -- | --- |
| Honduras | 5    | 3  | 2  | 1  | 0  | 10 | 3  | 7   |
| México   | 5    | 3  | 2  | 1  | 0  | 8  | 3  | 5   |
| Canadá   | 3    | 3  | 1  | 0  | 2  | 6  | 9  | -3  |
| Jamaica  | 0    | 3  | 0  | 0  | 3  | 3  | 12 | -9  |

## Partido
| 1          | Guardameta     | Tony Meola         |     |
| 16         | Defensa        | John Doyle         |     |
| 17         | Defensa        | Marcelo Balboa     |     |
| 21         | Defensa        | Fernando Clavijo   |     |
| 7          | Centrocampista | Hugo Ernesto Pérez |     |
| 14         | Centrocampista | Brian Quinn        |     |
| 19         | Centrocampista | Chris Henderson    |     |
| 20         | Centrocampista | Paul Caligiuri     |     |
| 4          | Delantero      | Bruce Murray       | 98' |
| 10         | Delantero      | Peter Vermes       |     |
| 11         | Delantero      | Eric Wynalda       | 61' |
| Entrenador | Entrenador     | Bora Milutinovic   |     |

| 1          | Guardameta     | Belarmino Rivera      | 119' |
| 4          | Defensa        | Juan Castro           |      |
| 5          | Defensa        | Raúl Martínez Sambulá |      |
| 18         | Defensa        | Daniel Zapata         |      |
| 21         | Defensa        | Marco Antonio Zelaya  |      |
| 2          | Centrocampista | Gilberto Yearwood     |      |
| 6          | Centrocampista | Mauricio Fúnez        |      |
| 8          | Centrocampista | Juan Carlos Espinoza  |      |
| 7          | Delantero      | Eugenio Dolmo Flores  |      |
| 10         | Delantero      | Luis Enrique Cálix    |      |
| 19         | Delantero      | Eduardo Bennett       | 69'  |
| Entrenador | Entrenador     | Flavio Ortega         |      |

| 5 | Centrocampista | Ted Eck         | 61' |
| 8 | Defensa        | Dominic Kinnear | 98' |

| 9  | Centrocampista | Luis Vallejo | 69'  |
| 25 | Guardameta     | Wilmer Cruz  | 119' |

| Amonestado | 90' | Hugo Ernesto Pérez |

| Amonestado | 106' | Juan Carlos Espinoza |

| Marcelo Balboa     | Acierto de penal | 1 : 0 |                  |                      |
|                    |                  | 1 : 1 | Acierto de penal | Juan Castro          |
| Peter Vermes       | Fallo de penal   | 1 : 1 |                  |                      |
|                    |                  | 1 : 1 | Fallo de penal   | Marco Antonio Zelaya |
| Hugo Ernesto Pérez | Fallo de penal   | 1 : 1 |                  |                      |
|                    |                  | 1 : 1 | Fallo de penal   | Gilberto Yearwood    |
| Paul Caligiuri     | Acierto de penal | 2 : 1 |                  |                      |
|                    |                  | 2 : 2 | Acierto de penal | Eugenio Dolmo Flores |
| Ted Eck            | Fallo de penal   | 2 : 2 |                  |                      |
|                    |                  | 2 : 2 | Fallo de penal   | Daniel Zapata        |
| Brian Quinn        | Fallo de penal   | 2 : 2 |                  |                      |
|                    |                  | 2 : 2 | Fallo de penal   | Luis Enrique Cálix   |
| Dominic Kinnear    | Acierto de penal | 3 : 2 |                  |                      |
|                    |                  | 3 : 3 | Acierto de penal | Luis Vallejo         |
| Fernando Clavijo   | Acierto de penal | 4 : 3 |                  |                      |
|                    |                  | 4 : 3 | Fallo de penal   | Juan Carlos Espinoza |

| Árbitro | Arturo Brizio |

| 1          | Guardameta     | Tony Meola         |     |
| 16         | Defensa        | John Doyle         |     |
| 17         | Defensa        | Marcelo Balboa     |     |
| 21         | Defensa        | Fernando Clavijo   |     |
| 7          | Centrocampista | Hugo Ernesto Pérez |     |
| 14         | Centrocampista | Brian Quinn        |     |
| 19         | Centrocampista | Chris Henderson    |     |
| 20         | Centrocampista | Paul Caligiuri     |     |
| 4          | Delantero      | Bruce Murray       | 98' |
| 10         | Delantero      | Peter Vermes       |     |
| 11         | Delantero      | Eric Wynalda       | 61' |
| Entrenador | Entrenador     | Bora Milutinovic   |     |

| 1          | Guardameta     | Belarmino Rivera      | 119' |
| 4          | Defensa        | Juan Castro           |      |
| 5          | Defensa        | Raúl Martínez Sambulá |      |
| 18         | Defensa        | Daniel Zapata         |      |
| 21         | Defensa        | Marco Antonio Zelaya  |      |
| 2          | Centrocampista | Gilberto Yearwood     |      |
| 6          | Centrocampista | Mauricio Fúnez        |      |
| 8          | Centrocampista | Juan Carlos Espinoza  |      |
| 7          | Delantero      | Eugenio Dolmo Flores  |      |
| 10         | Delantero      | Luis Enrique Cálix    |      |
| 19         | Delantero      | Eduardo Bennett       | 69'  |
| Entrenador | Entrenador     | Flavio Ortega         |      |

| 5 | Centrocampista | Ted Eck         | 61' |
| 8 | Defensa        | Dominic Kinnear | 98' |

| 9  | Centrocampista | Luis Vallejo | 69'  |
| 25 | Guardameta     | Wilmer Cruz  | 119' |

| Amonestado | 90' | Hugo Ernesto Pérez |

| Amonestado | 106' | Juan Carlos Espinoza |

| Marcelo Balboa     | Acierto de penal | 1 : 0 |                  |                      |
|                    |                  | 1 : 1 | Acierto de penal | Juan Castro          |
| Peter Vermes       | Fallo de penal   | 1 : 1 |                  |                      |
|                    |                  | 1 : 1 | Fallo de penal   | Marco Antonio Zelaya |
| Hugo Ernesto Pérez | Fallo de penal   | 1 : 1 |                  |                      |
|                    |                  | 1 : 1 | Fallo de penal   | Gilberto Yearwood    |
| Paul Caligiuri     | Acierto de penal | 2 : 1 |                  |                      |
|                    |                  | 2 : 2 | Acierto de penal | Eugenio Dolmo Flores |
| Ted Eck            | Fallo de penal   | 2 : 2 |                  |                      |
|                    |                  | 2 : 2 | Fallo de penal   | Daniel Zapata        |
| Brian Quinn        | Fallo de penal   | 2 : 2 |                  |                      |
|                    |                  | 2 : 2 | Fallo de penal   | Luis Enrique Cálix   |
| Dominic Kinnear    | Acierto de penal | 3 : 2 |                  |                      |
|                    |                  | 3 : 3 | Acierto de penal | Luis Vallejo         |
| Fernando Clavijo   | Acierto de penal | 4 : 3 |                  |                      |
|                    |                  | 4 : 3 | Fallo de penal   | Juan Carlos Espinoza |

| Árbitro | Arturo Brizio |

|                           |
| Bandera de Estados Unidos |
| Campeón Estados Unidos    |
| 1.er título               |